# Залог при Шкоцјану
Залог при Шкоцјану (словен. Zalog pri Škocjanu) је насељено место у општини Шкоцјан, регија Југоисточна Словенија, Словенија.

## Историја
До територијалне реорганизације у Словенији био је у саставу старе општине Ново Место.

## Становништво
У попису становништва из 2011. године, Залог при Шкоцјану је имао 51 становника.
| Број становника према пописима | Број становника према пописима | Број становника према пописима |
| ------------------------------ | ------------------------------ | ------------------------------ |
| 1991                           | 2002                           | 2011                           |
| 70                             | 54                             | 51                             |

Напомена: До 1953. исказивано под именом Залог.